# Ауде-Эйсселстрек
Ауде-Эйсселстрек (нидерл. Oude IJsselstreek) — община в провинции Гелдерланд (Нидерланды). Административный центр — Гендринген. По данным на 1 апреля 2011 года население общины составляло 39.880 человек.

## История
Община была образована 1 января 2005 года путём слияния прежних общин Гендринген и Вис.

## Состав
В общину Ауде-Эйсселстрек входят следующие населённые пункты:
- Бонтебрюг
- Бреденбрук
- Эттен
- Гендринген
- Хелвег-Ост
- Хелвег-Вест
- Мегхелен
- Милт
- Неттерден
- Рафелдер
- Силволде
- Синдерен
- Терборг (единственный город в составе общины)
- Улфт
- Варсселдер
- Варссевелд
- Велдхунтен
- Ворст
- Валс
- Варм
- Вестерндорп
- Викен
- Эйсселхунтен
- Зик

## Экономика
Основой экономики общины является сельское хозяйство, однако имеется несколько мест, где добывается железная руда.